# 飯塚豊
飯塚 豊（いいづか ゆたか、1966年 - ）は、日本の建築家（一級建築士）。i+i設計事務所代表。法政大学「構法スタジオ」兼任講師。工務店設計塾（新建ハウジング主催）塾長。
東京都生まれ。デザインと住宅性能のバランスが取れた木造住宅設計で知られる。著書の『間取りの方程式』、『新米建築士の教科書』はベストセラー。

## 経歴
- 1966年 東京都生まれ
- 1985年 私立武蔵高校卒
- 1990年 早稲田大学理工学部建築学科卒
- 1990年 都市設計研究所入所
- 1992年 大高建築設計事務所（大高正人）入所
- 2004年 i+i設計事務所設立
- 2021年 株式会社アイプラスアイ設計事務所 に法人化
- 2011年～　法政大学「構法スタジオ」兼任講師
- 2020年～　工務店設計塾（新建ハウジング主催）塾長

## 主な作品
- 2013年3月　平塚K邸「望楼の家」で「第一回家づくり大賞　暮らし快適賞（一般投票部門、家づくりの会部門）」
- 2018年11月　新潟K邸「グランドピアノのある家」で「第4回日本エコハウス大賞　大賞（新築部門最優秀賞）」
- 2019年3月「伊賀の家」で 「 エコハウス・アワード2019「意匠賞」」
- 2023年10月　津市Y邸「登梁大屋根のパッシブハウス」で「第7回日本エコハウス大賞　入賞（大賞候補11作品にノミネート）」
- 2024年2月　津市Y邸「登梁大屋根のパッシブハウス」で「第2回みえの木建築コンクール新築部門　優秀賞」
- 2024年3月「参建リノベ展示場」で「性能向上リノベデザインアワード2023　特別賞」

## 著書

### 単著
- 飯塚豊『間取りの方程式』エクスナレッジ、2014年11月26日。OCLC 900215785。ISBN 4767818605、ISBN 9784767818603。
- 飯塚豊『間取りの方程式』秀和システム、2017年3月21日。OCLC 987284721。ISBN 4798050350、ISBN 9784798050355。
- 飯塚豊『ぜんぶ絵でわかる1木造住宅』エクスナレッジ、2022-11-41。OCLC 1352635025。ISBN 4767830435、ISBN 9784767830438。

### 共著
- 伊礼智、飯塚豊、丸山弾、荻野寿也、佐藤重徳、関本竜太、八島正年、小谷和也 ほか『伊礼智の住宅デザイン学校: 10人の建築家が教える設計の上達法』エクスナレッジ、2022年12月3日。OCLC 1355862082。ISBN 4767830850、ISBN 9784767830858。